# ビー・バップ・シンドローム
『ビー・バップ・シンドローム』は、ビー・バップ・少年少女合唱団（清水宏次朗、仲村トオル、宮崎ますみの期間限定ユニット）の2枚目にして最後のシングル。

## 解説
東映映画「ビー・バップ・ハイスクール 高校与太郎行進曲」挿入歌。

## 収録曲
両曲とも、作詞：きうちかずひろ、作曲：都志見隆、編曲：中村哲
A面
1. ビー・バップ・シンドローム（4分50.秒）

B面
1. BE-BOP DANCIN'（4分28秒）

## 収録アルバム
- 「ビー・バップ・ハイスクール 高校与太郎行進曲」オリジナル・サウンドトラック（1987年）
- ビー・バップ・ハイスクール総集編（1988年12月24日）

## 発売履歴
| 発売日        | 規格 | 規格品番 | 備考 |
| ------------- | ---- | -------- | ---- |
| 1987年2月25日 | EP   | L-1774   |      |
| 1987年2月25日 | CT   | LKC-2016 |      |